# Scrivimi ancora
Scrivimi ancora (titolo originale Where Rainbows End  anche conosciuto come Love, Rosie o Rosie Dunne) è il secondo romanzo della scrittrice irlandese Cecelia Ahern, pubblicato nel 2004. L'intero romanzo è scritto in una struttura epistolare sotto forma di lettere, e-mail, messaggi istantanei e articoli di giornale. Il libro ha raggiunto la posizione numero uno in Irlanda e Regno Unito ed è stato un best seller a livello internazionale. Il libro ha vinto il German Corine Award nel 2005. Nel 2014, il romanzo è stato adattato in un film intitolato Scrivimi ancora. 

## Sinossi
Scrivimi ancora è una storia raccontata attraverso lettere, e-mail e messaggistica istantanea, sul rapporto in continua evoluzione tra i due personaggi principali Rosie Dunne e Alex Stewart. Rosie e Alex sono amici intimi fin dall'infanzia, ma un giorno vengono improvvisamente separati quando Alex e la sua famiglia si trasferiscono da Dublino a Boston. Il libro descrive la loro relazione che continua a cambiare a causa della distanza, delle nuove relazioni e delle circostanze che sembrano determinate a tenerli separati. 

## Personaggi
- Rosie Dunne: una dei personaggi principali, ella vive a Dublino con la sua famiglia e la figlia Katie e ha sempre sognato di lavorare in un hotel. Il libro segue la sua relazione con il suo migliore amico del cuore e di sempre Alex, poiché la distanza e le circostanze mettono sempre alla prova la loro amicizia. Rosie inizia a chiedersi se lei ed Alex, siano stati sempre destinati ad essere più che amici, e questi sentimenti iniziano presto ad avere effetto sulla loro amicizia.
- Alex Stewart: l'altro personaggio principale del libro, originario di Dublino dove è cresciuto con Rosie, sua migliore amica e confidente, la sua famiglia si trasferisce a Boston dove Alex alla fine diventa chirurgo. Alex si sposa e ha un figlio di nome Josh, ma più tardi scopre di provare qualcosa per Rosie.
- Phil Stewart: uno dei personaggi minori del libro e il fratello di Alex. I due spesso comunicano via email e Phil da sempre consigli ad Alex sull'amore e la sua amicizia con Rosie.
- Sally Gruber: Sally incontra Alex a Boston e la coppia si innamora, si sposa ed ha un figlio chiamato Josh. Presto la loro relazione inizia ad avere problemi, possono i sentimenti di Alex per Rosie esserne la causa?
- Greg Collins: un personaggio minore del libro, che sposa Rosie. Presto appare evidente che Greg non è la persona giusta per Rosie e che la tradisce.
- Katie Dunne: Katie è la figlia di Rosie. Ha un migliore amico nel libro chiamato Toby e la loro relazione rispecchia quella che Alex e Rosie avevano da bambini. Crescendo, la sua relazione con Toby cambia e questo fa capire a Rosie i suoi veri sentimenti per Alex.
- Toby Quinn: il migliore amico di Katie e la loro relazione è molto simile a quella che Alex e Rosie avevano da bambini. Toby e Katie perdono i contatti e si ritrovano dopo diversi anni in cui si rendono conto di essere molto più che amici.
- Brian: il padre di Katie che torna nella sua vita a metà del libro. Andava a scuola con Rosie e Alex.
- Ruby: Ruby è la migliore amica di Rosie, dopo essersi incontrate lavorando in un ufficio per un'azienda di cancelleria. Ruby è sempre a disposizione per offrire consigli a Rosie quando non è sicura dei suoi sentimenti sulla vita e sull'amore.
- Mrs. Julie Casey: anche conosciuta come "Nasona dall'Alito Puzzolente" da Rosie e Alex. Verso la metà della storia, Rosie, dopo aver lasciato il suo lavoro, va a lavorare nella sua vecchia scuola elementare come receptionist e le due diventano amiche.
- Bethany Williams: la seconds moglie di Alex. Era la sua ragazza al liceo, ma sono tornati insieme anni dopo. Hanno un figlio di nome Theo. A Rosie non è mai piaciuta.
- Stephanie: la sorella più grande di Rosie.
- Kevin: il fratello minore di Rosie.

## Adattamento cinematografico
Il film di Scrivimi ancora (Love, Rosie) che vede come protagonisti Lily Collins, nella parte di Rosie, e Sam Claflin, in quella di Alex, è stato distribuito nelle sale italiane il 30 ottobre 2014.